# Mihijam
Mihijam là một thành phố và là một khu vực quy hoạch (notified area) của quận Dumka thuộc bang Jharkhand, Ấn Độ.

## Nhân khẩu
Theo điều tra dân số năm 2001 của Ấn Độ, Mihijam có dân số 32.869 người. Phái nam chiếm 53% tổng số dân và phái nữ chiếm 47%. Mihijam có tỷ lệ 69% biết đọc biết viết, cao hơn tỷ lệ trung bình toàn quốc là 59,5%: tỷ lệ cho phái nam là 77%, và tỷ lệ cho phái nữ là 61%. Tại Mihijam, 15% dân số nhỏ hơn 6 tuổi.